# Sara Forestier
Sara Forestier sinh ngày 4.10.1986 là nữ diễn viên người Pháp, sống ở Paris. 
Cô bắt đầu sự nghiệp diễn xuất từ năm 2001 trong phim Les Fantômes de Louba của đạo diễn Martine Dugowson. Cô đã đoạt Giải César cho nữ diễn viên triển vọng cho vai diễn trong phim Games of Love and Chance (2003) của đạo diễn Abdel Kechiche.

## Danh sách phim
- 2001: Les Fantômes de Louba, của Martine Dugowson
- 2002: La Guerre à Paris, của Yolande Zauberman
- 2003: Quelques jours entre nous, của Virginie Sauveur (TV)
- 2003: Games of Love and Chance, của Abdel Kechiche
- 2004: À cran, deux ans après, của Alain Tasma (TV)
- 2005: Les Courants, của Sofia Norlin (phim ngắn)
- 2005: Un fil à la patte, của Michel Deville
- 2005: Le Courage d'aimer, của Claude Lelouch
- 2005: Hell, của Bruno Chiche
- 2005: Combien tu m'aimes?, của Bertrand Blier
- 2006: Perfume: The Story of a Murderer, của Tom Tykwer
- 2006: Quelques jours en septembre, của Santiago Amigorena
- 2006: Astérix et les Vikings, của Stefan Fjeldmark (giọng nói)
- 2008: Sandrine nella pioggia của Tonino Zangardi
- 2009: Humains của Jacques-Olivier Molon
- 2009: Victor của Thomas Gilou
- 2009: Cibles của Olivier Château
- 2009: Les herbes folles của Alain Resnais
- 2010: Serge Gainsbourg, vie héroïque vai France Gall
- 2010: Le Nom des gens của Michel Leclerc

### Truyền hình
- 2003: Quelques jours entre nous của Virginie Sauveur
- 2004: À cran, deux ans après của Alain Tasma
- 2008: Revivre của Haim Bouzaglo et Sarah Romano

## Giải thưởng
- 2004: Giải nữ diễn viên xuất sắc nhất tại "Liên hoan quốc tế phim tình yêu tại Mons", phim L'Esquive
- 2004: Giải Suzanne Bianchetti
- 2005: "Ngôi sao vàng nữ mới phát hiện của điện ảnh Pháp", phim L'Esquive
- 2005: Giải César cho nữ diễn viên triển vọng, phim L'Esquive